# オウム真理教男性信者殺害事件
オウム真理教男性信者殺害事件（オウムしんりきょうだんせいしんじゃさつがいじけん）とは、1989年2月10日に発生したオウム真理教信者による殺人事件。教団が起こした一連の事件で最初の殺人事件である。

## 概要
事件の被害者となった男性信者は出家後、村井秀夫が責任者であるCSI（コスミック・サイエンス・インスティテュート、科学技術省の前身）の電気班に所属して、電気設備工事などに従事していた。1988年2月頃東京本部に転属し、オウム出版の責任者であった岡﨑一明の下で営業させられていたが、出版事業の営業という仕事に不満を抱き、岡崎に「こういうワークで修行できるんですか？ 家に帰って修行したい」と述べ、脱会を申し出た。さらに1988年9月22日のオウム真理教在家信者死亡事件を目の当たりにして教団のやり方に疑問を持ち、上司の岡崎に不満を述べた。岡崎は男性信者の不満を教祖の麻原彰晃に報告すると、彼は男性信者を富士山独房に監禁、両手両足を縛らせたが、ますます反発して脱会する旨を主張。麻原は、脱会させると在家信者死亡事件が露見される恐れがあり、宗教法人取得を目指す教団にとって痛手になると考え、殺害するしかないと決意。
1989年2月深夜、サティアン4階の図書館に、早川紀代秀・村井秀夫・岡﨑一明・新実智光・大内利裕の5人を集め、「このまま、私を殺すことになったらとしたら、大変なことになる。もう一度、おまえたちが見にいって、私を殺すという意思が変わらなかったり、オウムから逃げようという考えが変わらないならばポアするしかないな」「ロープで一気に絞めろ。その後は護摩壇で燃やせ」と言って、男性信者の殺害を命じた。
大内がコンテナ外で見張りを担当し、残る4人で殺害を実行した。当初の計画では、男性信者に目隠しをし、羽交い絞めにした末にロープで首を絞めて窒息死させる手筈であったが、男性信者が抵抗したため、慌てた新実によって首の骨を折られて殺害された。
麻原は「早く燃やす方法はないのか」「骨がなくなるまで粉々にできないのか」と隠蔽を急がせ、先の事件の在家信者同様、死体を焼却して粉々に砕いた後、敷地内にばら撒いた。遺体はおろか一片の遺骨すら残らなかった。
この後、麻原は殺人を肯定する「ヴァジラヤーナの教え」を初めて実行犯らに説いた。また、「被害者は（地獄でなく）シロクマに転生した」などと出鱈目なことを言い、自分たちの行いを正当化した。実行犯5人のうち、大内を除く4人が坂本弁護士一家殺害事件においても実行犯となった。